# Smokkel

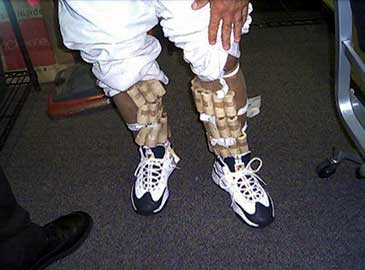
Betrapt op het smokkelen van zeldzame kleine vogeltjes

Smokkel is het illegaal over de grens brengen van goederen. Daarnaast bestaat mensensmokkel waarbij mensen illegaal over de grens gebracht worden.
Vaak gaat het om een grens tussen twee landen, maar het kan ook gaan om het van of naar een gebouw of terrein smokkelen.

## Oorzaken van smokkelen
Smokkel is voordelig wanneer een goed in het uitvoerland goedkoper of gemakkelijker te verkrijgen is dan in het invoerland. Dit kan verschillende oorzaken hebben.
Verbodsbepalingen in het invoerlandIn veel landen zijn de aankoop en het bezit van bepaalde goederen verboden. Het bekendste voorbeeld zijn drugs, maar daarnaast bestaan er verbodsbepalingen op wapens, zwaar vuurwerk, alcoholische drank, anticonceptiemiddelen en boeken en films die in strijd zijn met de denkbeelden van de plaatselijke overheid.
Invoerrechten of accijnzen in het invoerlandDoor invoerrechten en accijnzen kunnen er grote prijsverschillen ontstaan. Zo werd tot het eind van de negentiende eeuw in Nederland een relatief hoge accijns op zout geheven. Nadat deze accijns in België in 1870 was afgeschaft bloeide de zoutsmokkel op. Van 1920 tot 1927 werden veel speelkaarten van België naar Nederland gesmokkeld omdat in Nederland toen hoge belastingen en invoerrechten op speelkaarten werden geheven. Momenteel zijn alcohol en sigaretten geliefde objecten voor smokkelaars.
Verbodsbepalingen in het uitvoerlandVeel landen verbieden de uitvoer van wapens naar oorlogsgebieden. De Verenigde Staten trachten de uitvoer van hoogwaardige technologie naar vijandige staten te voorkomen. Ook verbieden sommige landen de uitvoer van kunstwerken die van nationaal belang geacht worden.
Uitvoerrechten in het uitvoerlandDit is een weinig voorkomende reden om te smokkelen. Bekend is de smokkel van Nederlandse klompen naar België.

## Vormen van smokkelen
Er kunnen verschillende vormen van smokkelen worden onderscheiden.

### Smokkelen voor eigen gebruik
De onschuldigste vorm van smokkelen die niet altijd bestraft wordt. Voorbeelden zijn de aankoop van softdrugs in Nederland door drugstoeristen en de aankoop van alcoholische drank door Scandinaviërs in hun buurlanden.
Tot een zekere hoeveelheid mogen veel goederen legaal worden meegenomen. Dit is dus geen smokkel. Voorbeelden zijn een halve liter alcoholische drank en de inhoud van de benzinetank.

### Smokkelen door kleine smokkelaars
Kleine smokkelaars, ook wel pungelaars genoemd, zijn vooral actief geweest in de grensstreek tussen Nederland en België. Omdat zij gemakkelijk af te zetten goederen smokkelden, zoals boter, zout en suiker, konden zij hun waren gemakkelijk kwijt.
Grenswachters die smokkelende vrouwen betrapten hielden ze weleens enige tijd vast in hun kantoor, waar de kachel aanstond, zodat de gesmolten boter de dames uit de rokken droop. Ook zijn er verhalen bekend over smokkel via cafés die pal op de grens lagen. Met name Baarle-Nassau en Baarle-Hertog, met hun ingewikkeld grensverloop, leenden zich uitstekend voor smokkel.
Was het smokkelen aanvankelijk nog een bijverdienste en min of meer een kat-en-muisspel tussen douaniers en de smokkelaars (met als voorbeeld de smokkelklomp), met name na de Tweede Wereldoorlog verhardde de situatie zich en traden criminele bendes, die vuurwapengebruik niet schuwden en zich voortbewogen in gepantserde voertuigen, op de voorgrond. 
Door de Europese integratie is het grenssmokkelen naar de achtergrond verschoven. De romantiek van het smokkelaarsvak wordt nu aangegrepen om toeristen te trekken. Tal van fietstochten zijn uitgezet langs de voormalige smokkelweggetjes, zoals het Smokkelaarspad te Ravels, het Smokkelpad te Lommel, het Smokkelpad te Gramsbergen, en het Smokkelpad in Zeeuws-Vlaanderen zijn er enkele van. Op veel plaatsen zijn commiezenpaden en commiezenhutten te vinden waar de grenswachters gebruik van maakten. Dat de werkelijkheid heel wat minder romantisch moet zijn geweest blijkt uit de zwijgzaamheid die oude voormalige smokkelaars aan de dag leggen wanneer heemkundigen hun ervaringen trachten op te tekenen.

### Smokkelweg
Er zijn ruwweg twee wegen waarlangs gesmokkeld kan worden. 
- Men kan de artikelen meenemen met een regulier voertuig, vaartuig of vliegtuig, waarbij men er op hoopt dat de smokkelwaar bij controle over het hoofd wordt gezien.
- Of men smokkelt door de artikelen via afgelegen en slecht- of onbewaakte routes over de grens te brengen. Dit geschiedt bij voorkeur 's nachts. Dit kan bijvoorbeeld via de groene grens, te voet of met de fiets, op plaatsen waar geen wegen liggen en de kans op een ontmoeting met een grenswachter gering is. Ook kan men de goederen per boot of (klein) vliegtuig naar afgelegen delen van het afleverland brengen, waar ze worden opgepikt door handlangers en verder vervoerd.

### Smokkelen door grote bendes
Grote bendes treden vooral op als de verkoop in het invoerland verboden is, zodat zij ook een greep op afzet moeten houden. Dit is met name het geval in de drugssmokkel.

## Drugssmokkel naar Nederland
Eind 2003 is begonnen met zogenaamde "100% controles" om drugssmokkel tegen te gaan. Van vluchten uit aangewezen risicogebieden zoals de Nederlandse Antillen, Aruba, en later ook Suriname naar Nederland wordt voortaan iedereen gecontroleerd op drugs. Daardoor is het gemiddeld aantal smokkelaars teruggelopen van 35 à 50 per vlucht naar gemiddeld twee per vlucht. Op Schiphol is een scan in gebruik genomen om snel duidelijk te maken of iemand bolletjes heeft geslikt.
Sinds de ingebruikname hebben ruim 900 mensen op vrijwillige basis van
de scan gebruikgemaakt.
Het merendeel van de koeriers wordt tegengehouden op Curaçao International Airport, ook wel bekend als Vliegveld Hato.

## Trivia
- De ouderwetse smokkelarij tussen Nederland en België was het onderwerp van de smartlap De smokkelaar van Johnny Hoes (1956), gezongen door De Twee Jantjes, en de film De Zwarte Ruiter (1983) van Wim Verstappen.
- Het woord "smokkelen" wordt in overdrachtelijke zin gebruikt voor iets stiekem ergens heen brengen, waar het al dan niet verboden is. Ook wordt het gebruikt in een betekenis verwant aan sjoemelen, een beetje de hand met iets lichten, in de hoop dat het niet wordt opgemerkt. Voorbeeld: Eigen verzonnen gegevens toevoegen aan tabellen die de resultaten van empirisch onderzoek weergeven.
- In sommige dialecten wordt met "smokkel" gedoeld op zoetigheden of junkfood.